# Goša Z1
Goša Z1 su železnička putnička kola sa sedištima izrađena u fabrici Goša za potrebe Železnica Srbije. Napravljena su u varijantama za 1. i 2. razred. Kola su klimatizovana, poseduju automatizovana klizna vrata i vakumske toalete, što ih čini najsavremenijim vučenim sredstvima (vagonima) u voznom parku jedinog putničkog železničkog operatera u Srbiji, Srbija voza. Proizvedena su za brzine do 200km/h. Kola nose oznaku Aeelmt za prvi razred i Beelmt za drugi razred.

## Galerija
- 1. razred
- 2. razred